# Bugatti Type 17

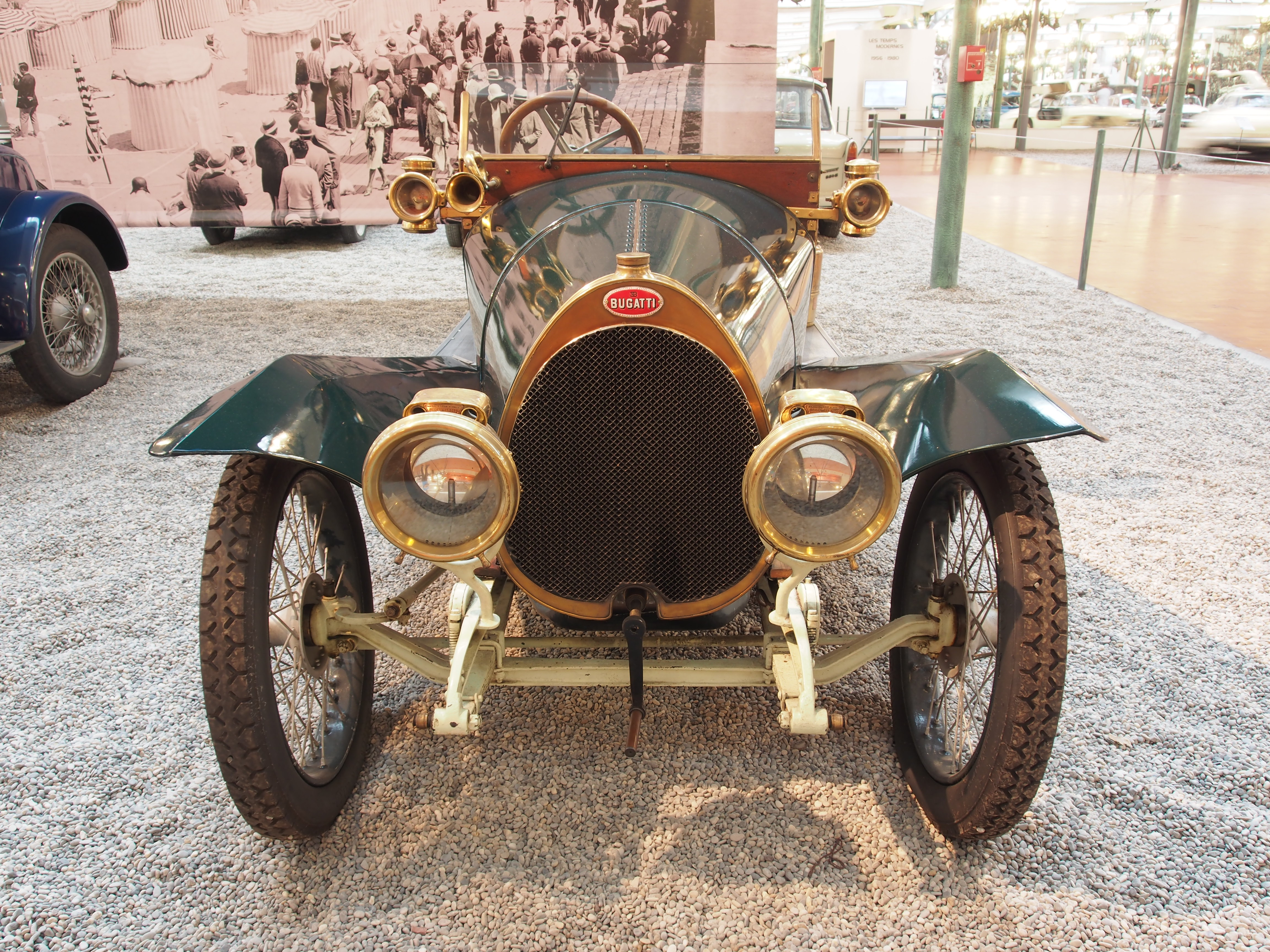
Frontansicht mit dem für Bugatti ab 1912 typischen ovalen Kühlergrill

Der Bugatti Type 17 ist ein Pkw-Modell. Hersteller war Bugatti aus dem Elsass.

## Beschreibung
Die Basis stellten Type 13 und Type 15 dar. Allerdings war der Radstand auf 255 cm verlängert worden. Die Spurweite war mit 115 cm identisch. Angegeben ist eine Fahrzeuglänge von 335 cm und eine Fahrzeugbreite von 125 cm. Im Gegensatz zu den beiden anderen Modellen waren geräumigere Karosserien möglich. Bekannt sind Tourenwagen mit vier Sitzen und zweitürige Limousinen.
1910 hatte der Vierzylindermotor 65 mm Bohrung, 100 mm Hub, 1327 cm³ Hubraum und 15 PS Leistung. Pro Zylinder gab es ein Einlass- und ein Auslassventil. Mehrventiltechnik führte Bugatti bei diesem Modell nicht ein. 1912 wurde die Bohrung auf 66 mm erhöht. Das ergab 1368 cm³ Hubraum und in Verbindung mit einer höheren Verdichtung 18 PS. Für 1919 sind 20 PS überliefert. Der Motor war wassergekühlt. Er vorne im Fahrgestell eingebaut und trieb über ein Vierganggetriebe die Hinterachse an.
Der Kühlergrill war anfangs eckig und erhielt erst 1912 seine ovale Form.
Die Bauzeit ist nicht eindeutig zu klären. Eine Quelle gibt an, dass das Modell im Katalog aufgeführt ist, der im Dezember 1910 anlässlich des Pariser Autosalons herausgegeben wurde. Im Dezember 1912, also für das Modelljahr 1913, wird er noch geführt. Andere Quellen geben die folgenden Bauzeiten an: 1910–1913, 1913–1914 und 1913–1914 sowie 1919.
Nachfolger wurde der Type 23.

## Stückzahlen
Insgesamt entstanden laut einer Quelle 435 Fahrzeuge von Type 13, Type 15, Type 17 und Type 22 mit Zweiventiltechnik. Eine andere Quelle nennt 476.
Ein erhaltenes Fahrzeug steht in der Cité de l’Automobile in Mülhausen.